# Militärische Auszeichnungen der Römer

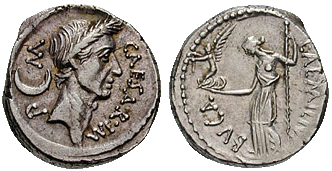
Caesar mit Lorbeerkranz

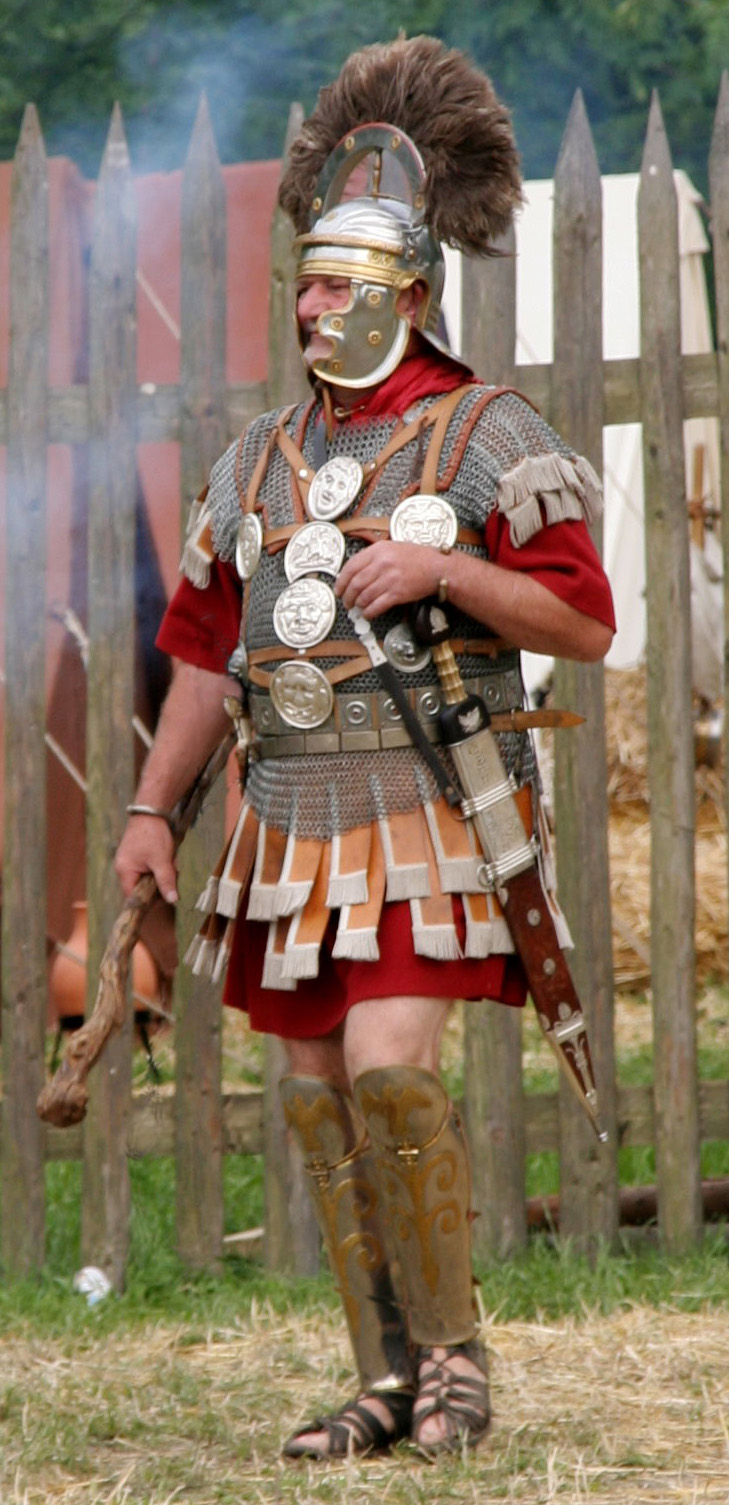
Centurio mit Phalerae

Das römische Militär kannte unterschiedliche Auszeichnungen (dona militaria) für besondere Tapferkeit. Die frühste überlieferte Auszeichnung war die Patera, die Opferschale, die Infanteristen erhielten, wenn sie einen Feind getötet und seine Rüstung genommen hatten. Da sich Opferschalen schlecht an der Kleidung tragen ließen, ging man in der späten Republik zu anderen Auszeichnungen über.

## Coronae
Kronen als militärische Auszeichnungen gab es außerhalb des römischen Militärs schon zur Zeit der Perserkriege. Bei den Römern war es üblich, Offizieren (selten einfachen Soldaten) für Heldentaten eine Corona (= Krone / Kranz) zu verleihen.
- Corona obsidionalis graminea (Belagerungs- oder Graskrone)
- Corona civica (Bürgerkrone)
- Corona triumphalis oder laurea (Lorbeerkranz der Imperatoren)
- Corona ovalis oder murtea oder myrtea, Myrtenkranz für einen untergeordneten Sieg, für den kein Triumph zugesprochen wurde und die Feldherren nur als ovantes („Gefeierte“) einziehen durften
- Corona oleaginea, Olivenkranz für die Hilfe beim Ausrichten eines Triumphes, ohne Mitkämpfer gewesen zu sein; wurde bisweilen auch von den ovantes anstelle der ovalis getragen
- Corona muralis (Mauerkrone)
- Corona vallaris oder castrensis (Wallkrone)
- Corona navalis oder rostrata oder classica (Seekrone)
- Corona exploratoria (Kundschafterkrone)
- Corona aurea, eine goldene Krone, die den höheren Rängen in der Kaiserzeit nach einem erfolgreichen Feldzug verliehen wurden. Die hohen Offiziere bekamen teilweise gleich mehrere davon.

## Andere Auszeichnungen
- Hasta pura „reine Lanze“, auch hasta donatica „Ehrenlanze“
- Ehrenwaffen

Die niederen Ränge erhielten
- Phalerae, silberne oder versilberte Scheiben, die an einem Brustgurt getragen wurden,
- Armillae (paarweise verliehene Armreife),
- Torques (ursprünglich keltische Halsringe, die in verkleinerter Form an Lederriemen an der Brust befestigt wurden). Einzelnen konnte die Auszeichnung auch als Beiname verliehen werden (Torquatus).[1]

Diese Auszeichnungen waren vermutlich den auf dem Schlachtfeld erbeuteten Schmuckstücken besiegter Völker, insbesondere der Kelten, nachempfunden.
Ganze Einheiten wurden mit besonderen Standarten ausgezeichnet oder es wurden Phalerae oder Torques an den Signa befestigt.